# Други цариградски сабор
Други цариградски сабор или Пети васељенски сабор (стгрч. Β΄ Σύνοδος τῆς Κωνσταντινουπόλεως) свецрквени је сабор одржан од 5. маја до 2. јуна 553. године у Цариграду, а по налогу источноримског цара Јустинијана I. То је други васељенски сабор одржан у престоници Византије. Сабор је преформулисао халкидонску дефиницију тако да је акценат још више стављен на божанско у Христу. Овај сабор је осудио присталице Оригена.
Сабору у Цариграду присуствовало је око 165 епископа, а председавао је цариградски Патријарх Евтихије. Папа Вигилије био је у Цариграду, али не и на Сабору, мада је све саборске одлуке признао. Сабор је потврдио пресуду Теодору Мопсуестијском који је у својој цркви већ био осуђен као јеретик.

## Одлуке сабора
Затим је, сходно документу Три поглавља, осудио неке списе епископа Теодорита Кирског који су били уперени против Кирила Александријског, осуђено је и писмо Иве Едеског које је упутио епископу Марију у персијски град Ардаршир. У овом писму Иво сврстава Кирила Александријског у јеретике и подржава Несторија. Будући да су се због тих списа, Теодорит и Ива јавно покајали, примљени су назад у Цркву и враћени на своје епископске катедре, са којих их је збацио Разбојнички сабор. Овај Сабор је само још једном осудио, посмртно, оно за шта су се они једном већ покајали. Тиме је потврђен Четврти васељенски сабор.

### Анатеме
1. Анатема 1. Ако неко не призна да је божанска природа или супстанца једнодушна у три лица: Оцу, Сину и Светом Духу; тако нека буде анатема.
2. Анатема 2. Ако неко не призна да постоје два рођења од Бога Глагола, једно од оца, од века до века, безвременско и бестелесно; други у последњим данима, када је сам сишао с неба и отелотворио се од Свете славне Мајке Божије и увек Девице Марије, и он је рођен од ње; таква је анатема.
3. Анатема 3. Ако неко каже да је једна реч Божја која је чинила чуда, а друга је Христос који је патио, или каже да ће Бог Глаголирати са Христом који је родила жена, или да је у њему као једно у другом; а не да је он исти Господ наш Исус Христос, реч Божја која се отелотворила и постала човек и која од себе укључује и чуда и патње којима је добровољно подвргнут у телу; тако ће бити анатема.
4. Анатема 4. Ако неко не призна да је месо у суштини повезано са Богом, а реч је анимирана разумном и интелектуалном душом; нека буде анатема.
5. Анатема 5. Ако неко каже да у Господу нашем Исусу Христу постоје две супстанце или две особе, и мора да воли једну, као што су Теодор и Несторије лудо писали; нека то буде анатема.
6. Анатема 6. Ако неко назове блажену вечно славну Девицу Марију Божјом мајком у фигуративном смислу, а не у сопственом смислу, или у вези с тим, као да је рођена као чиста особа и из ње није отелотворен Бог Глагол, али да би, по њиховом мишљењу, рођење особе односило се на Бог глагол настањивати се са рођеним човеком; и клевеће Свети Халкидонски сабор, као да је у овом; или је назива мајком човека или мајком Христовом, као да Христос није Бог, али је не исповеда правилно и истински мајком Божјом, јер је Бог Глагол рођен од Оца пре векова отелотворио од ње у последњим данима, и тако је побожно признао као Божју мајку. Свети Халкидонски сабор; таква је анатема.
7. Анатема 7. Ако неко не жели да призна да су се две природе спојиле у Исусу Христу, без скраћења, без мешања, али да су две природе чуле две особе; таква је анатема.
8. Анатема 8. Ако неко не призна да су се две природе у Христу спојиле у једно лице; нека то буде анатема.
9. Анатема 9. Ако неко каже да треба да се клањамо Исусу Христу у две хипостазе, што би довело до појаве два култа, од којих би један био одвојен да би Бог постао реч, а други човек; и да се не клања јединственом обожавању Божје речи која је отелотворена у његовом телу, као што је то учинила Црква. научена од почетка традицијом; таква је анатема.
10. Анатема 10. Ако неко пориче да је Господ наш Исус Христос, разапет у телу, прави Бог, Господар славе, један од тројства; нека буде анатема.
11. Анатема 11. Ако неко не изда анатему Арија, Евномија, Македонија, Аполлинарија, Несторија, Еутихија, Оригена са свим њиховим злим списима; нека то буде анатема.
12. Анатема 12. Ако неко брани безбожног Теодора Мопсуестијског; нека то буде анатема.
13. Анатема 13. Ако неко брани списе безбожног Теодорита; нека то буде анатема.
14. Анатема 14. Ако неко брани писмо за које се тврди да га је написао Вабас Марису; нека то буде анатема.